# Georg Elias Müller
Georg Elias Müller, född 20 juli 1850, död 23 december 1934, var en tysk psykolog.
Müller var professor i Göttingen 1881–1922, och verkade särskilt inom den experimentella psykologins område. Av grundläggande betydelse var hans undersökningar rörande den psykofysiska metodiken, minnet, färgsinnet med mera. Bland hans skrifter märks Die Gesichtspunkte und Tatsachen der psychophysischen Methodik (1903), Zur Analysis der Gedächtnistätigkeit und des Vorstellungverlaufes (3 band, 1911-17, 2:a upplagan 1924), Komplextheorie und Gestalttheorie (1923) samt Abriss der Psychologie (1924).